# Zehnkampf-Länderkampf der Männer 1971 BR Deutschland – Frankreich – Schweiz
| 18. Leichtathletik-Länderkampf mit bundesdeutscher Beteiligung 1971   | 18. Leichtathletik-Länderkampf mit bundesdeutscher Beteiligung 1971 |
| --------------------------------------------------------------------- | ------------------------------------------------------------------- |
|                                                                       |                                                                     |
| Zehnkampf-Vergleich der Männer: BR Deutschland – Frankreich – Schweiz |                                                                     |
| Austragungsort                                                        | Lörrach                                                             |
| Wettbewerbe                                                           | 1                                                                   |
| Datum                                                                 | 9./10. Oktober                                                      |
| 1. FRG 2. FRA 3. SUI                                                  | 64 Punkte 29 Punkte 28 Punkte                                       |
| Chronik                                                               |                                                                     |
| ← GBR-FRG Geher (M)                                                   | SUI-FRG Geher (M) →                                                 |

Im achtzehnten Vergleich des Länderkampfjahres 1971 trugen die Zehnkämpfer ihren achten Zehnkampf-Länderkampf mit Frankreich und der Schweiz aus. Alle sieben vorangegangenen Begegnungen hatten die bundesdeutschen Athleten für sich entschieden. Das diesjährige Aufeinandertreffen – es war das dritte der Zehnkämpfer in dieser Saison – fand am 9./10. Oktober in Lörrach statt.

## Wettbewerb und Modus
Jede Nation stellte sechs Zehnkämpfer, von denen die fünf Besten über ihre Platzierungen gewertet wurden. Der Erstplatzierte erhielt sechzehn Punkte, der Zweite vierzehn, der Dritte dreizehn, der Vierte zwölf Punkte usw.

## Ergebnis
Die bundesdeutschen Zehnkämpfer dominierten den Wettbewerb diesmal deutlich. Ihre gewerteten Vertreter belegten die Ränge eins bis drei sowie fünf und sechs. So gab es einen weiteren Sieg der Bundesrepublik Deutschland in diesem Zehnkampf-Dreiländervergleich mit diesmal 64 Punkten. Zwischen Frankreich auf Platz zwei (29 Punkte) und der drittplatzierten Schweiz (28 Punkte) ging es sehr eng zu.

## Legende
Kurze Übersicht zur Bedeutung der Symbolik – so üblicherweise auch in sonstigen Veröffentlichungen verwendet:
| DNF | nicht im Ziel (did not finish) |

## Resultat Zehnkampf
| Platz | Name                  | Nation | Punkte | 100 m  | Weit- sprung | Kugel- stoßen | Hoch- sprung | 400 m  | 110 m Hürden | Diskus- wurf | Stabhoch- sprung | Speer- wurf | 1500 m     |
| ----- | --------------------- | ------ | ------ | ------ | ------------ | ------------- | ------------ | ------ | ------------ | ------------ | ---------------- | ----------- | ---------- |
| 01    | Helmut Grolman        | FRG    | 7626   | 11,1 s | 7,44 m       | 13,04 m       | 1,92 m       | 50,2 s | 15,0 s       | 39,14 m      | 4,30 m           | 61,89 m     | 4:43,8 min |
| 02    | Kurt Walter May       | FRG    | 7307   | 11,0 s | 7,13 m       | 13,40 m       | 1,84 m       | 50,0 s | 15,2 s       | 38,52 m      | 4,00 m           | 48,56 m     | 4:37,1 min |
| 03    | Rudi Kränzler         | FRG    | 7199   | 11,1 s | 6,76 m       | 13,28 m       | 1,76 m       | 51,3 s | 15,9 s       | 43,59 m      | 4,00 m           | 59,63 m     | 4:44,4 min |
| 04    | Pierre Schoebel       | FRA    | 7137   | 11,0 s | 6,68 m       | 13,39 m       | 1,76 m       | 50,9 s | 15,6 s       | 38,37 m      | 4,00 m           | 58,94 m     | 4:46,4 min |
| 05    | Karl-Jürgen Leyhe     | FRG    | 7111   | 11,3 s | 6,57 m       | 13,80 m       | 1,76 m       | 52,0 s | 15,4 s       | 41,14 m      | 3,920 m          | 61,10 m     | 4:40,4 min |
| 06    | Gerhard Tilmann       | FRG    | 7079   | 11,5 s | 6,34 m       | 14,15 m       | 1,72 m       | 51,7 s | 14,7 s       | 43,45 m      | 3,70 m           | 58,26 m     | 4:22,9 min |
| 07    | Jörg Morgenthaler     | SUI    | 7034   | 11,0 s | 6,52 m       | 12,28 m       | 1,84 m       | 51,0 s | 16,1 s       | 36,26 m      | 4,50 m           | 53,26 m     | 4:51,1 min |
| 08    | Helmut Kammermeier    | FRG    | 7021   | 11,0 s | 6,53 m       | 13,48 m       | 1,72 m       | 51,7 s | 15,5 s       | 43,50 m      | 3,50 m           | 59,78 m     | 4:45,1 min |
| 09    | Claude Calmette       | FRA    | 6995   | 11,2 s | 6,44 m       | 11,33 m       | 1,88 m       | 51,8 s | 16,4 s       | 45,00 m      | 4,30 m           | 45,32 m     | 4:34,5 min |
| 10    | Beat Lochmatter       | SUI    | 6935   | 11,2 s | 6,95 m       | 1136 m        | 1,92 m       | 52,2 s | 16,8 s       | 37,72 m      | 4,00 m           | 53,59 m     | 4:42,5 min |
| 11    | Frédéric Roche        | FRA    | 6855   | 11,5 s | 6,75 m       | 12,90 m       | 1,84 m       | 54,0 s | 16,1 s       | 42,37 m      | 3,90 m           | 54,24 m     | 4:53,1 min |
| 12    | Heinz Born            | SUI    | 6848   | 11,3 s | 6,88 m       | 12,20 m       | 1,96 m       | 52,0 s | 15,4 s       | 30,43 m      | 4,10 m           | 48,30 m     | 4:55,6 min |
| 13    | Martin Mathis         | SUI    | 6562   | 11,4 s | 6,43 m       | 12,91 m       | 1,76 m       | 54,8 s | 15,0 s       | 34,57 m      | 3,70 m           | 56,45 m     | 5:06,4 min |
| 14    | Bruno Meier           | SUI    | 6360   | 11,8 s | 6,47 m       | 11,12 m       | 1,80 m       | 53,4 s | 15,8 s       | 36,17 m      | 4,00 m           | 36,35 m     | 4:50,2 min |
| 15    | Jean-Louis Esclanguin | FRA    | 6308   | 11,9 s | 6,32 m       | 13,25 m       | 1,68 m       | 54,8 s | 15,7 s       | 36,35 m      | 3,30 m           | 47,08 m     | 5:20,1 min |
| 16    | Ernst Strähl          | SUI    | 6306   | 11,6 s | 6,21 m       | 13,29 m       | 1,60 m       | 53,5 s | 15,3 s       | 40,43 m      | 3,40 m           | 49,48 m     | 5:06,4 min |
| 17    | Michel Lerouge        | FRA    | 6162   | 11,4 s | 6,32 m       | 11,83 m       | 1,76 m       | 53,3 s | 16,6 s       | 34,85 m      | 3,20 m           | 46,07 m     | 4:54,5 min |
| DNF   | Yves Leroy            | FRA    |        | 10,9 s | 7,03 m       | 13,61         | 1,92 m       |        |              |              |                  |             |            |

Yves Leroy gab wegen Verletzung nach dem Hochsprung auf.